# Műegyetemi AFC (piłka siatkowa)
MAFC-BME – węgierska męska drużyna siatkarska z siedzibą w Budapeszcie. Jest jedną z sekcji klubu Műegyetemi AFC. W sezonie 2014/2015 klub uczestniczy w rozgrywkach Nemzeti Bajnokság I.

## Historia
Chronologia nazw
- 1947: Műegyetemi Atlétikai és Football Club (MAFC)
- 1948: MEFESZ TK
- 1949: Budapesti Főiskolai Dísz SE
- 1950: Budapesti Dísz FSE
- 1951: Budapesti Haladás
- 1956: MAFC
- 1993: MAFC - Olivetti
- 1994: MAFC
- 2005: MAFC - Hartmann
- 2008: MAFC - Mapei
- 2009: MAFC-BME - Mapei
- 2013: MAFC-BME

## Sukcesy
Mistrzostwa Węgier:
- 3. miejsce (5x): 2006, 2009, 2014, 2021, 2022, 2024[1]